# Суджанский краеведческий музей
Суджанский районный краеведческий музей — культурное учреждение в городе Суджа Курской области России. Расположено на улице Карла Либкнехта.
Музей был основан 22 мая 1962 года по инициативе директора районного дома культуры А. Н. Зыбалова и инструктора А. С. Волкова. Ещё летом 1955 года Зыбалова и Волкова открыли краеведческую комнату, которая впоследствии решением Курского областного исполкома была преобразована в районный краеведческий музей. Участвовал в оснащении музея и краевед Ф. П. Золенко.
С 21 декабря 1989 года Суджанский музей является филиалом Курского областного краеведческого музея.
Расположен в доме Чупилова, построенном в конце XIX века и признанном памятником архитектуры. Двухэтажное здание музея выполнено из кирпича. Его площадь составляет 314 кв. метров. Экспозиционно-выставочная площадь занимает 12 залов (220 кв. метров). Фонды музея составляют 9 тысяч экземпляров, включая картины художников Петра Лихина и Фёдора Конева.
Посещаемость музея составляет от 6 до 9 тысяч человек ежегодно.
По данным губернатора Курской области Александра Хинштейна Вооружённые силы Украины 14 марта 2025 года нанесли удар по зданию музея в результате чего оно было разрушено. При ударе погибла сотрудница музея.